# Midden-Drenthe
Midden-Drenthe est une commune néerlandaise, dans la province de Drenthe.
La commune de Midden-Drenthe a été créée le 1er janvier 1998, par la fusion des communes de Beilen, Smilde et Westerbork.